# Mèo Oggy và những chú gián tinh nghịch (mùa 4)
Mèo Oggy và những chú gián tinh nghịch - Mùa 4 (tiếng Pháp: Oggy et les Cafards - Saison 4, tiếng Anh: Oggy and the Cockroaches - Season 4) là chương trình Canal+ Family

## Mùa 4 (2012-2013)
| Tổng hợp số tập | Số tập | Tên tập phim (tiếng Việt)           | Tên tiếng Anh                               | Được viết bởi      | Nghệ sĩ kịch bản bởi |
| --------------- | ------ | ----------------------------------- | ------------------------------------------- | ------------------ | -------------------- |
| 196             | 1      | Olivia                              | Olivia                                      |                    |                      |
| 197             | 2      | Người giữ ngọn hải đăng             | The Lighthouse Keeper                       |                    |                      |
| 198             | 3      | Rác con gián!                       | Dump the Roaches!                           |                    |                      |
| 199             | 4      | Chế độ ăn kiêng của Dee Dee         | Dee Dee's Diet                              |                    |                      |
| 200             | 5      | Một anh chàng ghen tị               | A Jealous Guy                               |                    |                      |
| 201             | 6      | Mở tiệc đi, mọi người!              | Let's Party, Guys!                          |                    |                      |
| 202             | 7      | Nhà bay                             | Airship House                               |                    |                      |
| 203             | 8      | Căn phòng hoảng loạn                | Panic Room                                  |                    |                      |
| 204             | 9      | Vào hoang dã                        | Into the Wild                               |                    |                      |
| 205             | 10     | Ngày giặt giũ                       | Washing Day                                 |                    |                      |
| 206             | 11     | Chuyến thăm chớp nhoáng             | Lightning Visit                             |                    |                      |
| 207             | 12     | Cái bóng của Oggy                   | Oggy's Shadow                               |                    |                      |
| 208             | 13     | Anh bạn Vẹt                         | Buddy Parrot                                |                    |                      |
| 209             | 14     | Cây bút thần kỳ                     | The Magic Pen                               |                    |                      |
| 210             | 15     | Khối lập phương                     | The Cube                                    |                    |                      |
| 211             | 16     | Một anh chàng quyến rũ              | A Charming Guy                              |                    |                      |
| 212             | 17     | Bay cho vui                         | Fly for Fun                                 |                    |                      |
| 213             | 18     | Mụn của Olivia                      | Olivia's Pimple                             |                    |                      |
| 214             | 19     | Sân băng                            | The Ice Rink                                |                    |                      |
| 215             | 20     | Thật sự                             | For Real                                    |                    |                      |
| 216             | 21     | Bay đến Mặt Trời                    | Fly to the Sun                              |                    |                      |
| 217             | 22     | Chạy đi, Olivia, chạy đi!           | Run, Olivia, Run!                           |                    |                      |
| 218             | 23     | Tâm trí Người khổng lồ!             | Mind the Giant!                             |                    |                      |
| 219             | 24     | Một thế giới mềm                    | A Soft World                                |                    |                      |
| 220             | 25     | Người hâm mộ thể thao               | Sport Fans                                  |                    |                      |
| 221             | 26     | Anh chàng đầu bếp                   | The Kitchen Boy                             |                    |                      |
| 222             | 27     | Mèo siêu mẫu                        | Mister Cat                                  |                    |                      |
| 223             | 28     | Trứng Phục Sinh                     | The Easter Egg                              |                    |                      |
| 224             | 29     | Cuộc phiêu lưu đến tâm Trái Đất     | Journey to the Center of the Earth          |                    |                      |
| 225             | 30     | Cuộc đua bướm!                      | Butterfly Race!                             |                    |                      |
| 226             | 31     | Năng lượng đi xanh của Oggy         | Oggy Goes Green!                            |                    |                      |
| 227             | 32     | Giờ bạn thấy tôi, giờ thì không!    | Now You See Me, Now You Don't!              |                    |                      |
| 228             | 33     | Thật là một ngày tồi tệ!            | What a Lousy Day!                           |                    |                      |
| 229             | 34     | Cháu trai của Jack                  | Jack's Nephew                               |                    |                      |
| 230             | 35     | Tìm bạn cùng phòng!                 | Roommate Wanted!                            |                    |                      |
| 231             | 36     | Cuộc đua bồn tắm                    | The Bathtub Race                            |                    |                      |
| 232             | 37     | Thanh tra Dee Dee                   | Inspector Dee Dee                           |                    |                      |
| 233             | 38     | Cứu Taxi!                           | Hep Taxi!                                   |                    |                      |
| 234             | 39     | Người cắm trại (không) vui vẻ!      | (Un)happy Camper!                           |                    |                      |
| 235             | 40     | Một chiếc xe điện trên đường rời    | A Streetcar on the Loose                    |                    |                      |
| 236             | 41     | Chất mỡ lấy của khỉ Oggy            | Grease-Monkey Oggy                          |                    |                      |
| 237             | 42     | Nông dân trong một ngày             | Farmer for a Day                            |                    |                      |
| 238             | 43     | Oggy tách tóc                       | Oggy Splits Hairs                           |                    |                      |
| 239             | 44     | Oggy đi lạc                         | Little tom oggy                             |                    |                      |
| 240             | 45     | Đừng xông vào!                      | Don't barge in!                             |                    |                      |
| 241             | 46     | Họa sĩ Oggy                         | Artsy Oggy                                  |                    |                      |
| 242             | 47     | Một con cừu năm chân                | A five-legged sheep                         |                    |                      |
| 243             | 48     | Oggy và nụ cười ma thuật            | Oggy and the Magic Smile                    |                    |                      |
| 244             | 49     | Thể thao dưới nước                  | Water Sports                                |                    |                      |
| 245             | 50     | Trứng cá muối trong nhà!            | Caviar on the House!                        |                    |                      |
| 246             | 51     | Kẻ phá đám bữa tiệc                 | Party Pooper                                |                    |                      |
| 247             | 52     | Con mèo đáng sợ                     | Scaredy-Cat                                 |                    |                      |
| 248             | 53     | Cực Bắc bất ổn (với Olivia)         | North-Pole Panic (Featuring Olivia)         |                    |                      |
| 249             | 54     | Cơn sốt ván trượt                   | Skate fever                                 |                    |                      |
| 250             | 55     | Cứ mơ đi!                           | Dream On!                                   |                    |                      |
| 251             | 56     | Lady K                              | Lady K                                      |                    |                      |
| 252             | 57     | Oggy và chú chim cưu                | Oggy and the Dodo Bird                      |                    |                      |
| 253             | 58     | Xông hơi                            | Steamed Out                                 |                    |                      |
| 254             | 59     | Chuyến dã ngoại bất ổn              | Picnic panic                                |                    |                      |
| 255             | 60     | Tắt đèn!                            | Lights out!                                 |                    |                      |
| 256             | 61     | Giờ đấu vật!                        | Wrestling Time!                             |                    |                      |
| 257             | 62     | Trộm cắp                            | Shoplifting                                 |                    |                      |
| 258             | 63     | Xe đạp điên                         | Bicycle Crazy!                              |                    |                      |
| 259             | 64     | Sự dịch chuyển tức thời             | Teleportation                               |                    |                      |
| 260             | 65     | Oggy và người bột mỳ                | Oggy & the Flour Man                        |                    |                      |
| 261             | 66     | Bài hát Chú gián                    | The Cucaracha                               |                    |                      |
| 262             | 67     | Ác mộng nhà cao tầng                | High-Rise Nightmare                         |                    |                      |
| 263             | 68     | Con tàu tuyết đáng kinh ngạc        | The Abominable Snow Roach                   |                    |                      |
| 264             | 69     | Giao hàng rất đặc biệt              | Very Special Deliveries                     |                    |                      |
| 265             | 70     | Trở về quá khứ (với Olivia)         | Back to the Past (Featuring Olivia)         |                    |                      |
| 266             | 71     | Dậy đi, tình yêu của tôi            | Wake up, my Lovely                          |                    |                      |
| 267             | 72     | Từ Mumbai với tình yêu (với Olivia) | From Mumbai with love (Featuring Olivia)    |                    |                      |
| 268             | 73     | Oggy và nàng tiên cá                | Oggy and the Mermaid                        |                    |                      |
| 269             | 74     | Oggy sắp kết hôn (với Olivia)       | Oggy is getting married! (Featuring Olivia) | Olivier Jean-Marie | Andrès Fernandez     |